# Leonard Cohen: I'm Your Man
Leonard Cohen: I'm Your Man es una película de 2006, dirigida por Lian Lunson, sobre la vida y carrera del cantautor Leonard Cohen. La película-documental se basa en una actuación homenaje que se realizó en enero de 2005, en el Opera House de Sídney, llamado Come So Far For Beauty, que fue producida por Hal Willner. En este espectáculo actuaron Nick Cave, Jarvis Cocker, The Handsome Family, Beth Orton, Rufus Wainwright, Martha Wainwright, Teddy Thompson, Linda Thompson, Antony, Kate & Anna McGarrigle, con las coristas de Cohen Perla Batalla y Julie Christensen, como invitadas especiales. El final de la película muestra una actuación de Leonard Cohen y U2, que fue grabada especialmente para este film en Nueva York, en 2005.
La película se estrenó el 21 de junio de 2006 en Estados Unidos, y la distribuyó Lions Gate Entertainment. Además, está disponible la Banda sonora en CD (lanzada en julio de 2006).

## Banda sonora
1. Martha Wainwright, "Tower of Song"
2. Teddy Thompson, "Tonight Will Be Fine"
3. Nick Cave, "I'm Your Man"
4. Kate and Anna McGarrigle con Martha Wainwright, "Winter Lady"
5. Beth Orton, "Sisters of Mercy"
6. Rufus Wainwright, "Chelsea Hotel No. 2"
7. Antony and the Johnsons, "If It Be Your Will"
8. Jarvis Cocker, "I Can't Forget"
9. The Handsome Family, "Famous Blue Raincoat"
10. Perla Batalla, "Bird on the Wire"
11. Rufus Wainwright, "Everybody Knows"
12. Martha Wainwright, "The Traitor"
13. Nick Cave, Perla Batalla y Julie Christensen, "Suzanne"
14. Teddy Thompson, "The Future"
15. Perla Batalla y Julie Christensen, "Anthem"
16. Leonard Cohen y U2, "Tower of Song"
17. Laurie Anderson, "The Guests" (iTunes Store bonus track)